# Koçi Xoxe

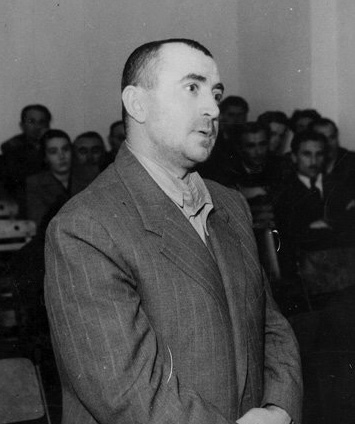
Koçi Xoxe während seines Gerichtsverfahrens

Koçi Xoxe IPA /kɔʧi ʣɔʣɛ/ – sprich: Kotschi Dsodse – (* 1. Mai 1911; † 11. Juni 1949 in Tirana) war ein kommunistisch-titoistischer albanischer Politiker.

## Leben und Wirken
Zunächst arbeitete er als Spengler in der Region Korça. Er engagierte sich in der dortigen Kommunistischen Gruppe, zu der auch Enver Hoxha gehörte.
Von 1943 bis 1948 war er Mitglied des Politbüros der Kommunistischen Partei Albaniens (PPSh). Vom 23. März 1946 bis zum 3. Oktober 1948 war er Vizepremier sowie Innenminister der Volksrepublik Albanien und kontrollierte damit die Geheimpolizei Sigurimi. Xoxe war Anhänger der pro-jugoslawischen Fraktion in der PKSH und unmittelbar nach dem Zweiten Weltkrieg einer der einflussreichsten Politiker Albaniens und Hauptrivale Enver Hoxhas. Auf dem 8. ZK-Plenum im Februar 1948 entging dieser nur ganz knapp der Absetzung als Generalsekretär der PKSH durch Xoxe.
Nach Josef Stalins Bruch mit Tito im Juni 1948 konnte Hoxha, nachdem er sich der Unterstützung durch die UdSSR versichert hatte, Xoxe stürzen.
Xoxe wurde im November 1948 aus der Partei ausgeschlossen und zusammen mit anderen Funktionären des Innenministeriums verhaftet und in einem Geheimprozess (11. Mai – 10. Juni 1949) wegen „trotzkistischer und titoistischer Tätigkeit“ zum Tode verurteilt und gehenkt.